# Ön
Ön es una película sueca de 1966 dirigida por Alf Sjöberg. En la 3.ª edición de los Premios Guldbagge Sjöberg ganó el premio al Mejor Director. La película se proyectó también en el Festival Internacional de Cine de Cannes de 1966..

## Reparto
- Per Myrberg: Count Magnus
- Bibi Andersson: Marianne
- Karin Kavli: vieja condesa
- Marian Gräns: Helen Andersson
- Jan-Olof Strandberg: Johannes
- Ernst-Hugo Järegård: vicario Byström
- Anders Andelius: Boman
- Mona Andersson: Mrs. Eriksson
- Björn Berglund: Dr. Ernst Forsman
- Sture Ericson: Viktor Sundberg
- Stig Gustavsson: Öberg
- Agda Helin: Mrs. Sundberg
- Erik Hell: Pettersson
- Olle Hilding: Persson
- Victoria Kahn: Helen Andersson
- Åke Lagergren: Olsson
- Birger Lensander: párroco
- Sten Lonnert: Eriksson
- Gösta Prüzelius: Berg
- Sven-Bertil Taube: agente de policía
- Torsten Wahlund: granjero